# Conus boutetorum
Conus boutetorum é uma espécie extinta[carece de fontes?] de caracol marinho, um molusco gastrópode marinho da família Conidae. Estes caracóis são predatórios e venenosos, sendo também capazes de "picar" os seres humanos.

## Distribuição geográfica
Esta espécie marinha ocorre no Oceano Pacífico perto do Taiti.